# Sinaspismos
Sinaspismos lub Koalicja Ruchów Lewicy i Ekologii (gr. Συνασπισμός της Αριστεράς των Κινημάτων και της Οικολογίας, Συνασπισμός lub ΣΥΝ) – grecka partia polityczna o profilu demokratyczno-socjalistycznym i ekosocjalistycznym.

## Historia
Formacja Sinaspismos powstała jako partia polityczna z przekształcenia dotychczasowej koalicji wyborczej (po odejściu części ugrupowań). Proces ten rozpoczął się w 1991, kongres założycielski odbył się w 1992. Przyjęto wówczas nazwę Koalicja Lewicy i Postępu (gr. Συνασπισμός της Αριστεράς και της Προόδου), którą zmieniono w 2003. W pierwszych wyborach nie przekroczyła progu wyborczego (wynoszącego 3%), reprezentację parlamentarną uzyskała po raz pierwszy w 1996. W 2004 przed wyborami do Parlamentu Hellenów wokół partii skupiła się grupa ugrupowań i organizacji społecznych, tworząc koalicję wyborczą pod nazwą Syriza. Od tego czasu startowała w wyborach krajowych i europejskich w ramach tego bloku (poza wyborami europejskimi w 2004, w których wystawiła własną listę). Rozwiązała się w 2013 w związku z przekształceniem Syrizy w jednolitą partię.

## Wyniki wyborcze
Wybory do Parlamentu Hellenów:
- 1993: 2,9% głosów i 0 mandatów
- 1996: 5,1% głosów i 10 mandatów
- 2000: 3,2% głosów i 6 mandatów
- 2004: 3,3% głosów i 6 mandatów (koalicja Syriza)
- 2007: 5,0% głosów i 14 mandatów (koalicja Syriza)
- 2009: 4,6% głosów i 13 mandatów (koalicja Syriza)
- 2012 (maj): 16,8 głosów i 52 mandaty (koalicja Syriza)
- 2012 (czerwiec): 26,9 głosów i 71 mandatów (koalicja Syriza)

## Przewodniczący
- 1991–1993: Maria Damanaki
- 1993–2004: Nikos Konstandopulos
- 2004–2008: Alekos Alawanos
- 2008–2013: Aleksis Tsipras[5]